# Ex opere operato
Ex opere operato ((лат.) у силу вчиненої дії або самим фактом, що дія відбулася) — в католицькому богослов'ї формула для визначення чинності Таїнства, принцип, що окреслює бажану ефективність (чинність) таїнств.
Протилежним є принцип ex opere operantis — у силу дії служителя.
Принцип ex opere operato означає, що таїнство є ефективним через сам факт його уділення, незалежно від уділювача таїнства та його отримувача. Розглядаючи того, хто приймає таїнство, католицькі богослови кажуть про його настрій, налаштованість, вказуючи, що ця налаштованість має важливе значення для плідності таїнства в житті віри.
У релігієзнавчому підході, дія звершена ex opere operato є близькою до деяких актів магії, чия влада заснована тільки на звершенні певного ритуалу конкретною людиною, а не на намірі особи або об'єкта, вірі, доброзичливості божого світу. Католицька теологія підкреслює, однак, різницю між дією ex opere operato і магічною дією, вказавши, що магічна дія є спробою підпорядкувати собі божество і якось змусити його здійснювати бажані для людини дії. Дії ex opere operato мають, натомість, дійсну ефективність таїнства внаслідок того, що головною дійовою особою є сам Ісус Христос. Отже, є вимога, аби священик мав намір робити те, що робить Церква, і приймальник таїнства мав відповідний настрій, ласку, щоб прийняти його, себто, аби не перешкоджав дії таїнства чи не мав нейтрального ставлення до нього.
Цей термін, розроблений у період схоластики в XII столітті, незабаром увійшов до вжитку у богословські твори (св. Тома Аквінський, Олександр Гельский, Бонавентура, Дунс Скот та ін).
У Катехизмі католицької церкви щодо принципу ex opere operato сказано так:
|  | Саме в цьому полягає зміст твердження Церкви: святі таїнства діють ex opere operato (дослівно: «самим фактом, що дія відбулася»), тобто силою спасенного діла Христа, здійсненого раз і назавжди. Звідси випливає, що «святе таїнство здійснюється не силою праведності людини, яка її уділяє чи приймає, а Божою силою». Після того як святе таїнство уділене згідно з наміром Церкви, сила Христа і Його Духа діє в ньому і через нього, незалежно від особистої святості священнослужителя. Однак плоди святих таїнств залежать також від духовного стану того, хто їх приймає. |

У православному богослов'ї також вважається, що дія дару благодаті (але не сама його наявність) залежить від стану того, хто приймає цей дар. Прикладом, впливу стану на засудження є причастя Юди Іскаріота «За тим же куском тоді в нього ввійшов сатана» (Ів. 13:27).
Реформатори, як-от Лютер, Меланхтон і Кальвін, відхилили формулу ex opere operato як механічну або магічну, і таку, що суперечить виправданню за вірою (sola fides).

## Роль принципу в Україні
Принцип ex opere operato обговорювався в Україні в рамках об'єднавчого процесу в православ'ї.